# Japans Grand Prix 2005
Japans Grand Prix 2005 var det artonde av 19 lopp ingående i formel 1-VM 2005.

## Rapport
Starten blev en japansk duell. I det första startledet stod Ralf Schumacher i Toyota och Jenson Button i BAR-Honda. Fernando Alonso i Renault startade från ruta 16 och Kimi Räikkönen i McLaren från den sjuttonde startrutan.  Kimi Räikkönen vann loppet, trots sin blygsamma startposition, före de båda Renault-förarna Giancarlo Fisichella och Fernando Alonso. Han körde om Fisichella på utsidan under sista varvet. Juan Pablo Montoya kraschade våldsamt i inledningen av loppet, men klarade sig oskadd.

## Resultat
1. Kimi Räikkönen, McLaren-Mercedes, 10 poäng
2. Giancarlo Fisichella, Renault, 8
3. Fernando Alonso, Renault, 6
4. Mark Webber, Williams-BMW, 5
5. Jenson Button, BAR-Honda, 4
6. David Coulthard, Red Bull-Cosworth, 3
7. Michael Schumacher, Ferrari, 2
8. Ralf Schumacher, Toyota, 1
9. Christian Klien, Red Bull-Cosworth
10. Felipe Massa, Sauber-Petronas
11. Rubens Barrichello, Ferrari
12. Jacques Villeneuve, Sauber-Petronas
13. Tiago Monteiro, Jordan-Toyota
14. Robert Doornbos, Minardi-Cosworth
15. Narain Karthikeyan, Jordan-Toyota
16. Christijan Albers, Minardi-Cosworth

### Förare som bröt loppet
- Antonio Pizzonia, Williams-BMW (varv 9, snurrade av)
- Jarno Trulli, Toyota (9, olycka)
- Juan Pablo Montoya, McLaren-Mercedes (0, olycka)

### Förare som diskvalificerades
- Takuma Sato, BAR-Honda, för att ha kolliderat med Jarno Trulli.